# Heterostemon
Heterostemon là một chi thực vật có hoa trong họ Đậu.